# Jack și vrejul de fasole (film din 1974)
Jack și vrejul de fasole (ジャックと豆の木 Jakku to Mame no Ki?) este un film anime japonez din 1974, produs de companiile Group TAC și Nippon Herald Films⁠(d) și regizat de Gisaburō Sugii⁠(d). Realizat în stilul animațiilor occidentale clasice, el este o fantezie muzicală inspirată din povestea cu același nume, cu un scenariu scris de Shūji Hirami, versuri ale cântecelor scrise de Yū Aku⁠(d) și muzică compusă și orchestrată de Takashi Miki, împreună cu Shun'ichi Tokura și Tadao Inōe. A fost lansat în Japonia la 20 iulie 1974 și în Statele Unite ale Americii de către Columbia Pictures în 1976.

## Rezumat
Jack locuiește cu mama lui într-o casă mică de la țară. Fiind foarte săraci, ei se trezesc în cele din urmă nevoiți să-și vândă vaca, care a încetat să mai dea lapte. Jack se întâlnește cu un bărbat misterios în drum spre oraș și schimbă vaca cu o mână de fasole „magice”. Mama lui Jack se înfurie pe el și îl lovește cu o mătură înainte de a arunca fasolea pe fereastră.

## Personaje
- Jack (ジャック Jakku?)

Animat de: Shigeru Yamamoto
Dublaj voce: Masachika Ichimura⁠(d) (japoneză), Billie Lou Watt⁠(d) (engleză)
- Margaret (マーガレット Māgaretto?)

Animat de: Tsuneo Maeda
Dublaj voce: Linda Yamamoto⁠(d) (japoneză), Corinne Orr⁠(d) (engleză)
- Bătrânul vânzător de fasole

Dublaj voce: Kō Nishimura⁠(d) (japoneză), Ray Owens (engleză)
- Prințul Tulip cel mare (巨人 – チューリップ Kyojin (Chūrippu)?)

Animat de: Teruhito Ueguchi
Dublaj voce: Hiroshi Mizushima (japoneză), Ray Owens (engleză)
- Madam Noir (ノワール夫人 Nowāru-fujin?) sau Madame Alice Hecuba în versiunea în limba engleză

Animat de: Kazuko Nakamura
Dublaj voce: Kirin Kiki⁠(d) (japoneză), Billie Lou Watt⁠(d) (engleză)
- Crosby (グロスビー Gurosubī?)

Animat de: Takateru Miwa
Dublaj voce: Kazuo Kamimura⁠(d) (japoneză), Jack Grimes (engleză)
- Harpa (たて琴 Tategoto?)

Animată de: Kanji Akahori
Dublaj voce: Nobue Ichitani (japoneză), Billie Lou Watt⁠(d) (engleză)
- Mama (Ohhaha?)

Dublaj voce: Miyoko Asō⁠(d) (japoneză), Billie Lou Watt⁠(d) (engleză)
- Preotul (紙の司祭 Kami no shisai?)

Dublaj voce: Takeshi Kusaka⁠(d) 
- Kōjō (口上 Kōjō?)

Dublaj voce: Tonpei Hidari 
- Mii (ミイ Mii?)

Animat de: Toshio Hirata
- Șoarecele (ねずみたち Nezumi-tachi?)

Animat de: Toshio Hirata
- Vrejul de fasole (豆の木 Mame no ki?)

Animat de: Kanji Akahori

## Producție
Este primul lungmetraj regizat de Sugii sau animat de Grupul TAC și al doilea film sub acest aranjament, urmând ca și filmul educațional de jumătate de oră produs anterior, Istoria ajutorului reciproc: Povestea asigurărilor de viață.